# Hippodamia convergens
Hippodamia convergens je druh brouka z čeledi slunéčkovití. Je to jedno z nejběžnějších slunéček v Severní Americe.

## Popis
Délka těla Hippodamia convergens se pohybuje v rozmezí 4–7 mm. Krovky jsou oranžové s 13 černými skvrnami, někdy je skvrn méně nebo zcela chybí. Pronotum je černé s bílým okrajem a dvěma bílými skvrnami, které se k sobě sbíhají (odtud druhové jméno „convergens“). Nohy jsou černé. Vajíčka jsou žlutá, dlouhá 1–1,5 mm. Larvy jsou černé s oranžovými skvrnami, dorůstají do délky až 6 mm. Kukly jsou zprvu celé oranžové, později s černými skvrnami, jsou 5 mm dlouhé.

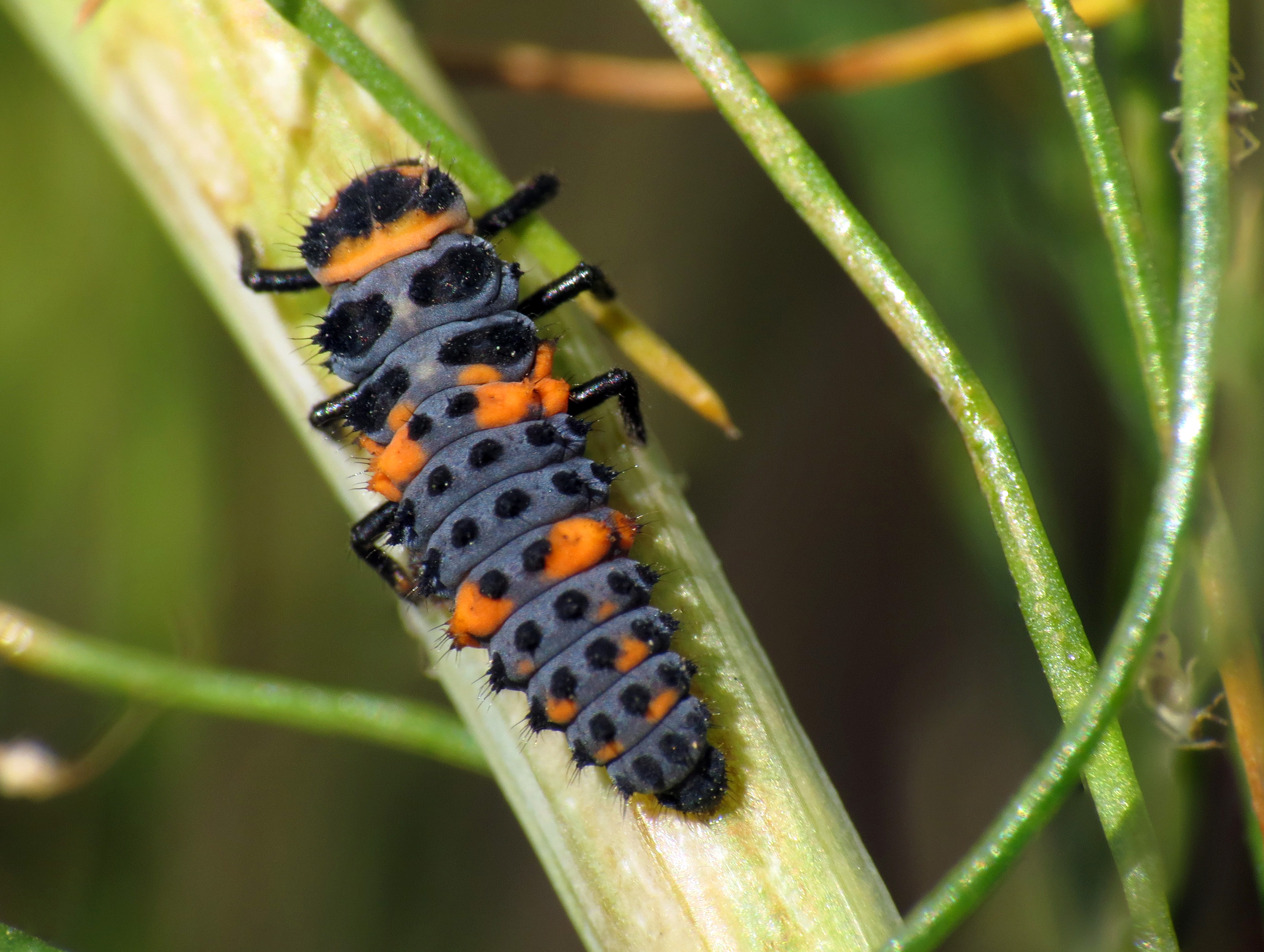
Larva
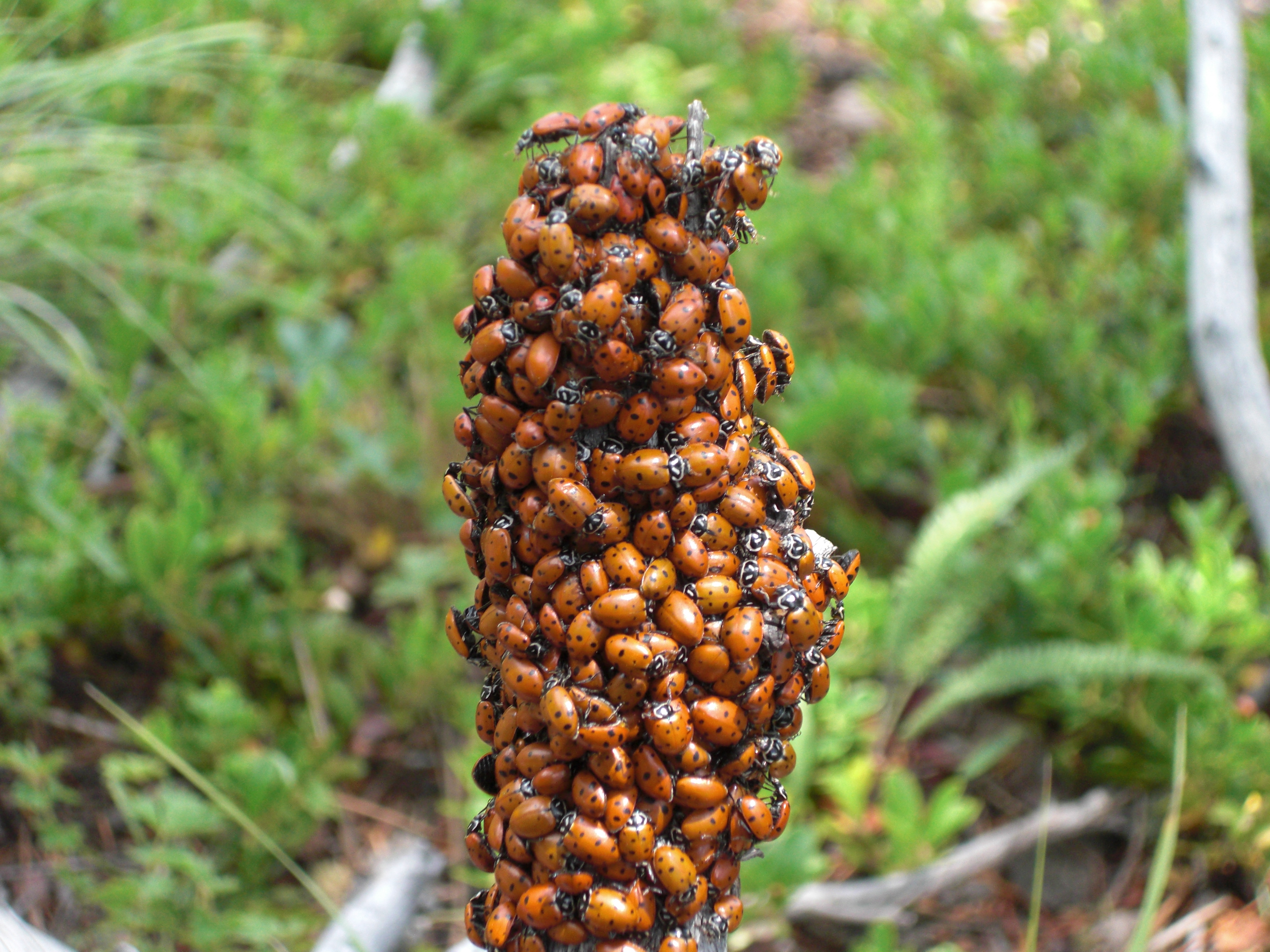
Shluk dospělců Hippodamia convergens

## Rozšíření
Hippodamia convergens je běžný druh v Severní Americe, v USA se vyskytuje od New Jersey na východě až po Texas na jihu a Kalifornii na západě. Vyskytuje se také v Jižní Americe a Kanadě. Preferuje lesy, pastviny, pole a zahrady. Aktivní jsou na jaře a v létě.

## Potrava
Stejně jako další druhy z čeledi slunéčkovití se Hippodamia convergens živí mšicemi, dále se živí červci a roztoči.